# Hypsiboas marianitae
Hypsiboas marianitae är en groddjursart som först beskrevs av Gustavo R. Carrizo 1992.  Hypsiboas marianitae ingår i släktet Hypsiboas och familjen lövgrodor. IUCN kategoriserar arten globalt som livskraftig. Inga underarter finns listade i Catalogue of Life.